# Miss Israël 1986
 (mars 2021).
Miss Israël 1986 est un concours de beauté israélien des années 1980, remporté par
Nilly Drucker.

## Résultats

### Classements
| Résultats        | Candidates               |
| ---------------- | ------------------------ |
| Miss Israël 1986 | - Nilly Drucker          |
| 1re dauphine     | - Osnat Mo’as            |
| 2e dauphine      | - Chava (Eva) Distenfeld |
| 3e dauphine      | - Eti (Ester) Sarid      |

### Jury
- Yardena Arazi
- Motti Aroesti
- Tami Ben-Ami
- Armin Gottlieb
- Sapir Koffmann
- Hemda Nofech-Mozes
- Yitzchak Nofech-Mozes